# Леон Панетта
Леон Едвард Панетта (англ. Leon Edward Panetta; нар. 28 червня 1938) — американський політик, з липня 2011 року Міністр оборони США в адміністрації Президента Барака Обами, у 2009–2011 роках Директор ЦРУ, голова адміністрації Президента США Білла Клінтона у 1994–1997 роках. Член Демократичної партії, правник за освітою, обирався до Палати представників у 1977 році, працював на різних урядових посадах. На посаді Директора ЦРУ відповідав за знищення Осама Бін Ладена у травні 2011 року.

## Біографія

### Початок кар'єри
1960 року Леон Панетта закінчив Університет Санта-Клари (Каліфорнія) із ступенем бакалавра у галузі політології, пізніше також отримав і ступінь доктора юридичних наук (1963) у тому ж університеті. Обирався до Конгресу США від Каліфорнії з 1976 по 1992 роки. Під час перерви у державній службі займався викладацькою діяльністю. В Університеті Санта-Клара Панетта працював викладачем суспільних наук, в іншому Університеті Монтеррей-Бей, де також викладав, створив власну фундацію — Інститут вивчення суспільної політики.
Під час президентства Білла Клінтона, Леон Панетта очолював його адміністрацію у Білому домі з 1994 по 1997 роки. 2006 року під час президентства Джорджа Буша Панетта був одним з чотирьох демократів, які входили до Цільовий двопартійної експертної групи по Іраку (комісії Бейкера-Гамільтона), яка складалася з десяти осіб, призначених Конгресом США і відповідала за формулювання незалежної оцінки ситуації в Іраку і війни США в цій країні.

### Директор ЦРУ
Після обрання Барака Обами президентом США Леона Панетту було призначено 5 січня 2009 року головою Центрального розвідувального управління США. На цій посаді 70-річний Панетта став одним з найстаріших керівників розвідувального відомства, однак, його кандидатура розглядалася передусім, як намір Обами реформувати ЦРУ під керівництвом досвідченого держслужбовця не пов'язаного з розвідкою.
На цій посаді з іменем Панетти пов'язують передусім збільшення уваги до використання безпілотних літальних апаратів, які Панетта вважав одним з найбільш ефективних методів боротьби з тероризмом в Афганістані. Лише у 2009 році за допомогою безпілотників було знищено майже 50 терористів. На цій посаді Панетта також відігравав визначальну роль у знищенні лідера Аль-Каїди Осами Бен-Ладена 1 травня 2011 року.
Після двох років на цій посаді президент Обама оголосив 28 квітня 2011 року, що Панетту буде призначено міністром оборони Сполучених Штатів після відставки колишнього міністра Роберта Гейтса. 14 червня 2011 року Леона Панетту було призначено міністром оборони США, а головою ЦРУ було призначено генерала Девіда Петреуса.

### Міністр оборони
Після слухань у Конгресі США 21 червня 2011 року, Леона Панетту було затверджено міністром оборони, за що Сенат США проголосував одноголосно. 1 липня 2011 року він склав присягу на посаді нового міністра оборони та відповідав за важливі рішення під час військових дій США в Іраку та Афганістані. На цій посаді від здебільшого продовжував політику свого попередника Роберта Гейтса, однак, відповідав за скорочення бюджету військового відомства на майже пів трильйона доларів. За ініціативи Панетти в армії також були усунуті останні перешкоди для служби військовослужбовців з різною сексуальною орієнтацією, жінкам було дозволено брати участь у військових діях на рівних із чоловіками.